# Metisse

Metisse.

Metisse es un gestor de ventanas en 2.5D para el X Window System (basado en otro gestor de ventanas conocido como FVWM), desarrollado por el proyecto In Situ Archivado el 15 de marzo de 2007 en Wayback Machine. por Nicolas Rouseel y Olivear Chapuis, distribuido bajo la licencia GNU GPL, y dado a conocer por la distribución Linux Mandriva, específicamente en Mandriva One.
Metisse se diferencia de los clásicos gestores de ventana, por la forma que ofrece nuevas interacciones y funcionalidades en las ventanas y no así en el escritorio completo. 
Metisse, al utilizar algunas características de FVWM, posee una simple, ágil y atractiva integración entre las ventanas de aplicaciones con desplazamientos y redibujados en 3 dimensiones, es decir, solamente las ventanas pueden desplazarse y redibujarse de maneras específicas en el espacio del entorno de escritorio. 